# Dywizjon 303
303 Dywizjon Myśliwski Warszawski im. Tadeusza Kościuszki (303 dm, ang. 303rd Polish Fighter Squadron) – dywizjon lotnictwa myśliwskiego Polskich Sił Powietrznych w Wielkiej Brytanii.

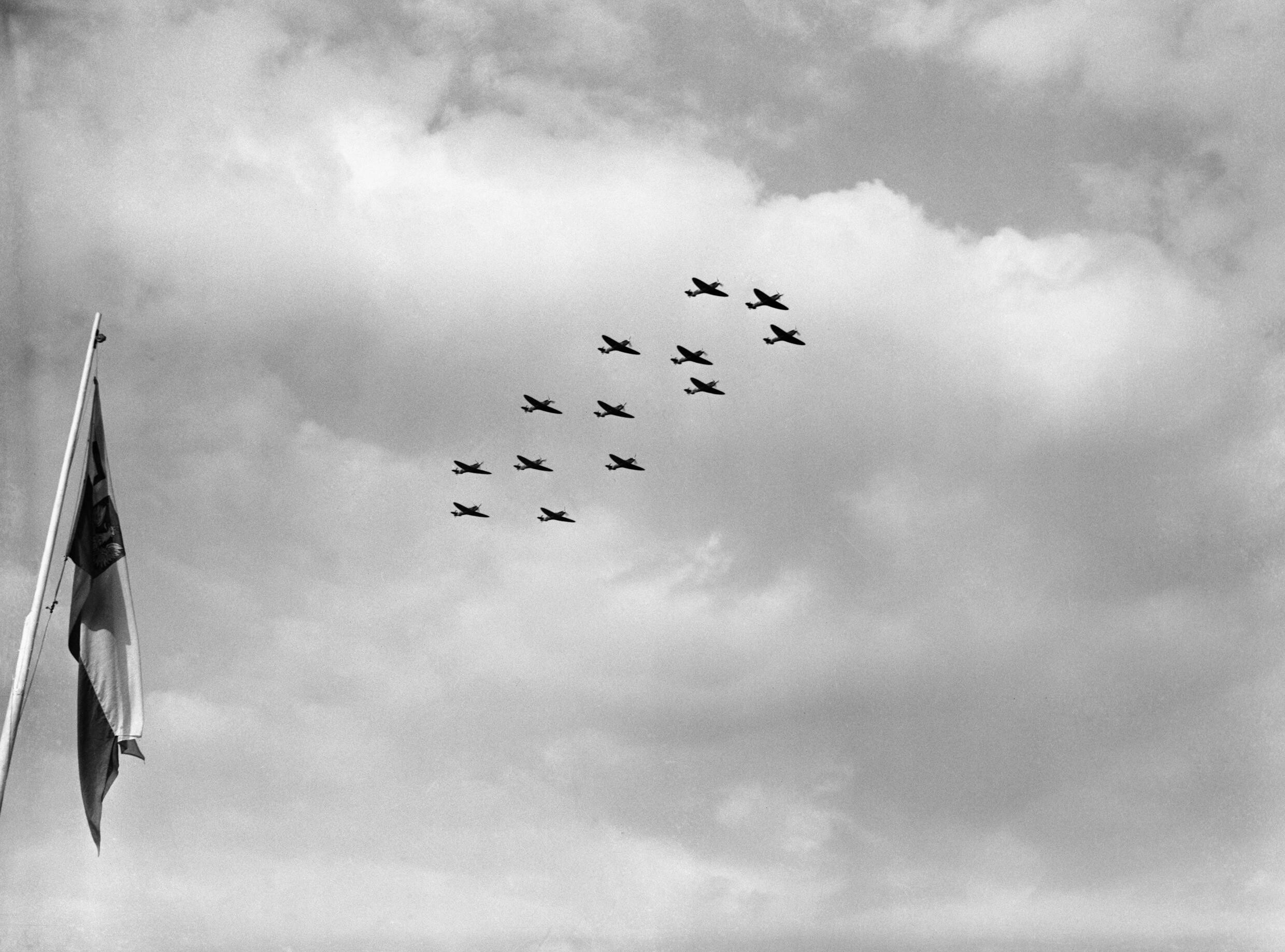
Formacja Dywizjonu 303 podczas wizyty prezydenta Władysława Raczkiewicza, 4 kwietnia 1941

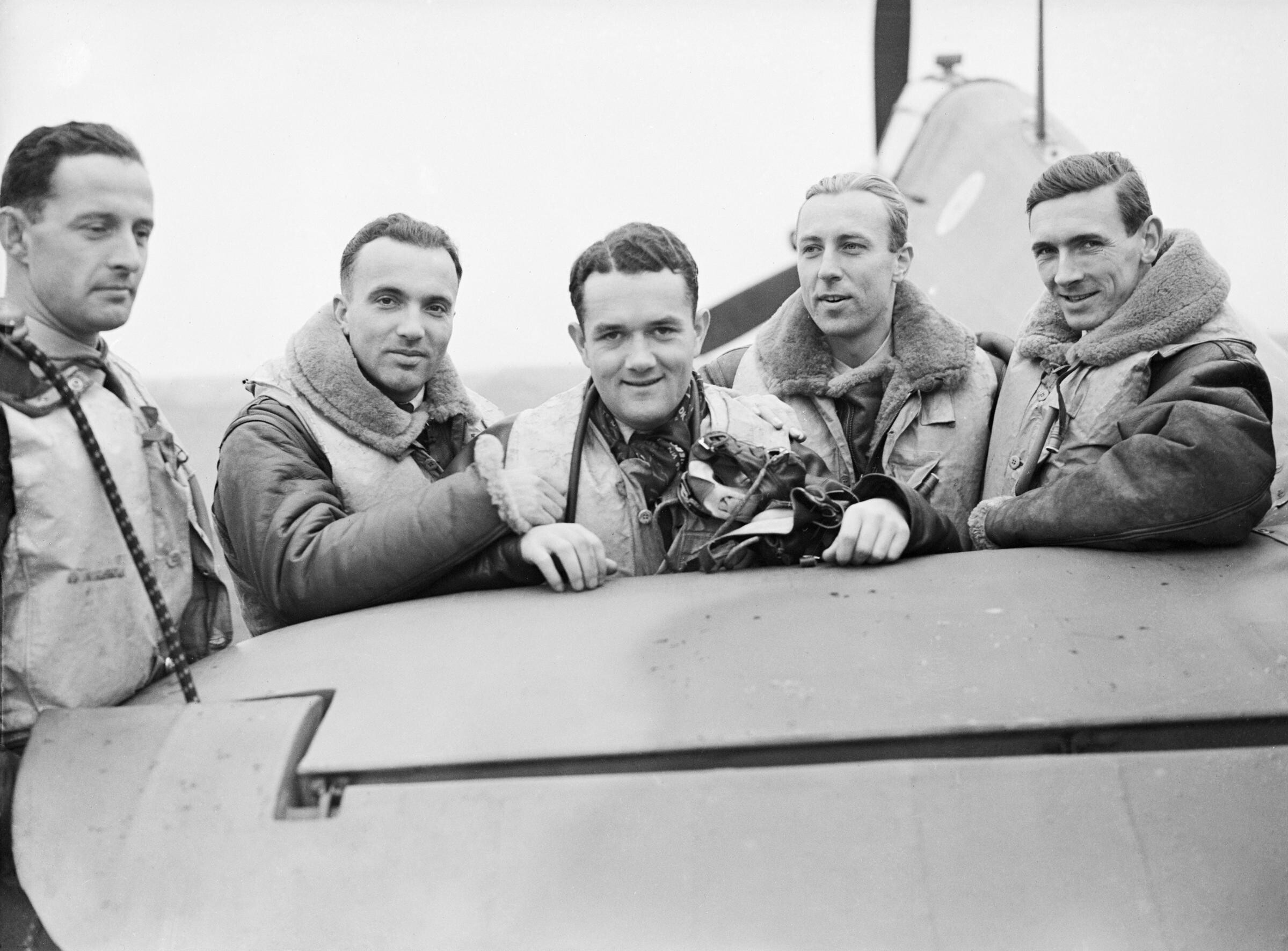
Piloci Dywizjonu 303, od lewej: Mirosław Ferić, Bogdan Grzeszczak, Jan Zumbach, Zdzisław Henneberg i John Kent

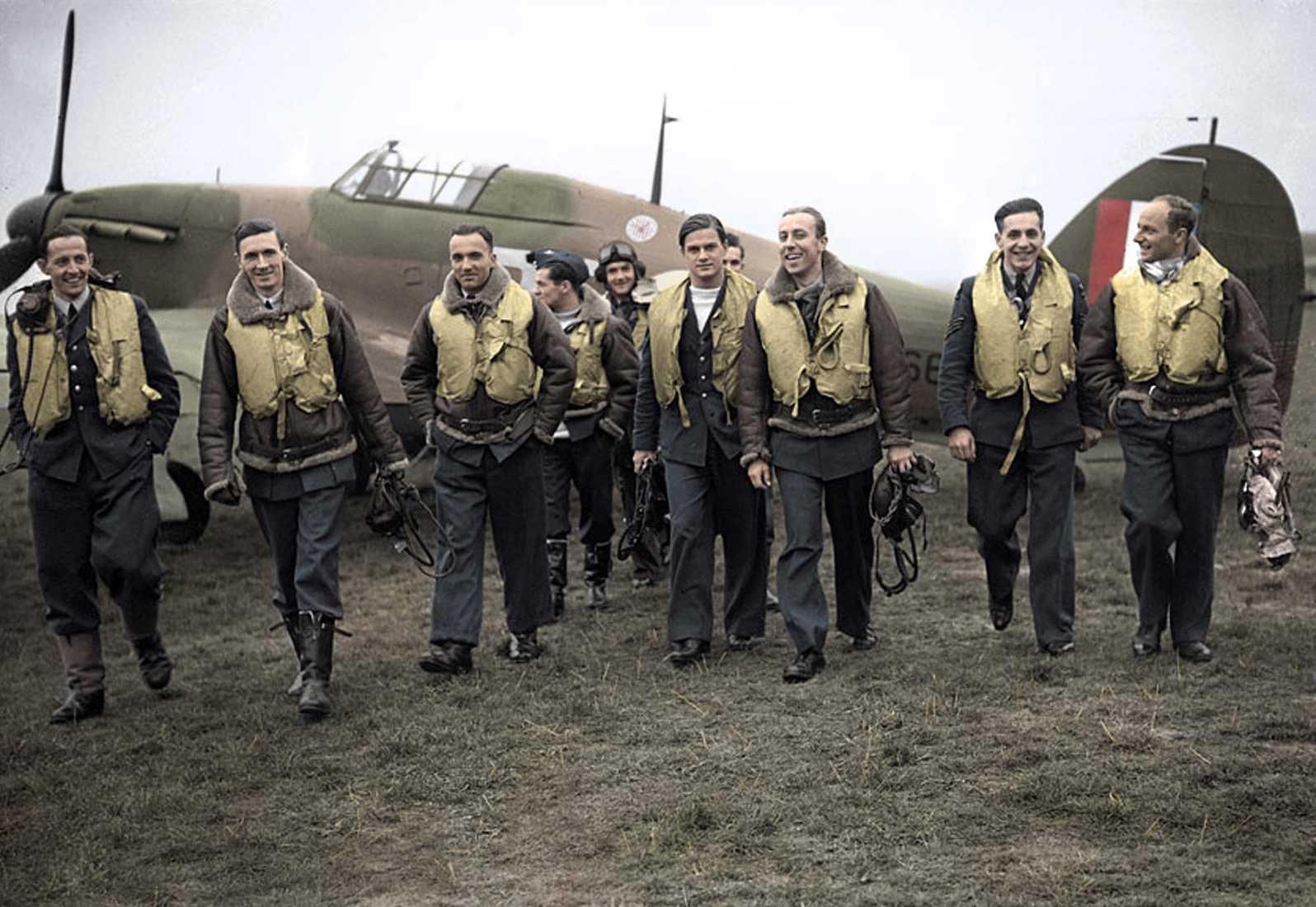
Piloci Dywizjonu 303, od lewej: P/O Ferić, Flt Lt Kent, F/O Grzeszczak, P/O Radomski, P/O Zumbach, P/O Łokuciewski, F/O Henneberg, Sgt. Rogowski, Sgt. Szaposznikow

## Opis jednostki
- tradycje – spadkobierca III/1 Dywizjonu Myśliwskiego warszawskiego (odznaka 111 Eskadry Kościuszkowskiej[1], początkowy personel).
- zwyczaj – noszenie szkarłatnych szalików.
- rekordy:
  - najskuteczniejsza jednostka aliantów w czasie bitwy o Anglię[potrzebny przypis].
  - najskuteczniejsza jednostka Aliantów w operacji Jubilee (desant pod Dieppe)[potrzebny przypis].
- święto dywizjonu: 1 września[2].
- litery kodowe: RF (przezwisko „Rafałki”); od 2 sierpnia 1945 PD.
- utworzony – 2 sierpnia 1940, Northolt[3].
- pierwszy rozkaz dzienny – 2 sierpnia 1940, Northolt.
- gotowość operacyjna – 31 sierpnia 1940, Northolt.
- ostatnie zadanie bojowe – 25 kwietnia 1945, Northolt.
- rozwiązany – 11 grudnia 1946, Hethel.
- dzielił się na dwie eskadry (ang. flight), A i B; eskadrę tworzyły dwa klucze po trzy samoloty.

Na mocy angielsko-polskiego układu wojskowego każda wyższa funkcja w dywizjonie miała podwójną obsadę. Polskim odpowiednikiem dowódcy dywizjonu Ronalda Kelletta był Zdzisław Krasnodębski, a polskimi dowódcami eskadr, dublującymi funkcje Johna Kenta i Athola Forbesa, Witold Urbanowicz oraz Ludwik Paszkiewicz.

## Główne operacje
- Bitwa o Anglię
- ofensywa myśliwska nad Francją
- obrona ujścia rzeki Mersey
- Rajd na Dieppe
- osłona konwojów
- Alianckie naloty na Niemcy
- „Overlord”
- „Big Ben” (zwalczanie V1)
- udział w inwazji na Niemcy

W 1942 r. piloci dywizjonu przeszkolili w walce powietrznej amerykański 94 Dywizjon Bojowy skierowany do walki w Europie oraz towarzyszyli jego pilotom w pierwszych lotach operacyjnych nad Francją.

### Dywizjon 303 w Bitwie o Anglię
W połowie sierpnia 1940 roku brytyjskie Dowództwo Lotnictwa Myśliwskiego zdecydowało dopuścić Dywizjon 303 do działań operacyjnych w ograniczonym zakresie, jako jednostkę rezerwową, z uwagi na ciągle trwający proces szkolenia językowego i brytyjskich procedur i niepewność brytyjskiego dowództwa co do jego gotowości. Pierwszy lot operacyjny mający na celu patrolowanie nad lotniskiem Northolt dywizjon wykonał 24 sierpnia 1940 roku w składzie 6 samolotów, a kolejne takie loty 26 i 30 sierpnia.
Pierwsze zwycięstwo i faktycznie pierwszy lot bojowy Dywizjonu 303 miały miejsce po południu 30 sierpnia 1940, jeszcze przed oficjalnym uzyskaniem gotowości bojowej. Podczas lotu treningowego, mającego na celu pozorowane ataki na brytyjskie bombowce Bristol Blenheim, Ludwik Paszkiewicz zauważył samoloty niemieckie, odłączył się i zestrzelił myśliwiec Messerschmitt Bf 110 z 4.ZG/ 76 (błędnie zidentyfikowany jako „dwustatecznikowy, prawdopodobnie Dornier”). Następnego dnia po tej walce dywizjon uznano za „operacyjny” i oficjalnie skierowano go do walki.
Dywizjon 303 zaliczany jest do najlepszych jednostek myśliwskich II wojny światowej. W czasie Bitwy o Wielką Brytanię w 1940 roku przypisywano mu 126 pewnych zestrzeleń zaliczonych oficjalnie podczas wojny, co stawiało go na pierwszym miejscu wśród dywizjonów myśliwskich biorących udział w bitwie. Po wojnie jednak okazało się, że suma zwycięstw zaliczonych pilotom alianckim jest ok. półtorakrotnie wyższa od rzeczywistych strat niemieckich (zawyżone z różnych przyczyn zgłoszenia jednostek myśliwskich były regułą w praktycznie wszystkich konfliktach). Niewątpliwym jest, że wynik 126 zestrzeleń Dywizjonu 303 jest znacznie zawyżony, lecz mimo to był on jednym z najlepszych dywizjonów alianckich. Polski historyk Jacek Kutzner uznał 59,8 zestrzelenia za na pewno potwierdzone, co ciągle daje Dywizjonowi 303 pierwsze miejsce spośród wszystkich dywizjonów lotniczych biorących udział w bitwie o Anglię. Natomiast brytyjski historyk John Alcorn uznał 44 zwycięstwa za na pewno potwierdzone, co stawia dywizjon na czwartym miejscu wśród dywizjonów bitwy o Anglię (po dywizjonach 603 – 57,8 zwycięstwa, 609 – 48 i 41 – 45,33 zwycięstwa, wszystkie one latały jednak na nowocześniejszych Supermarine Spitfire’ach). Dywizjon 303 natomiast był najlepszym dywizjonem z latających na starszych myśliwcach Hawker Hurricane. Biorąc pod uwagę, że te zwycięstwa odniesiono w ciągu 17 dni walk, był on także najskuteczniejszym dywizjonem alianckim (2,6 zwycięstwa dziennie), z wysokim stosunkiem zwycięstw do strat 2,8:1. Niemniej jednak cytowany John Alcorn nie był w stanie przyznać 30 zwycięstw nad Niemcami żadnemu konkretnemu dywizjonowi z uwagi na zbieg roszczeń, dlatego liczba zwycięstw Dywizjonu 303 najprawdopodobniej była wyższa – zdaniem Jerzego Cynka, ok. 55-60, co mogło istotnie stanowić najlepszy wynik dywizjonu alianckiego. Ogółem stwierdzono 203 zestrzelenia niemieckich maszyn przez polskich lotników. Jednocześnie warto podkreślić, iż Dywizjon 303 oraz inne polskie jednostki zostały wyróżnione przez legendarnego pilota brytyjskiego, Douglasa Badera, który twierdził, iż polskie Skrzydła są najskuteczniejsze (sam dowodził grupą pilotów złożoną z Kanadyjczyków przynależących do 242. Dywizjonu Myśliwskiego).

## Żołnierze dywizjonu

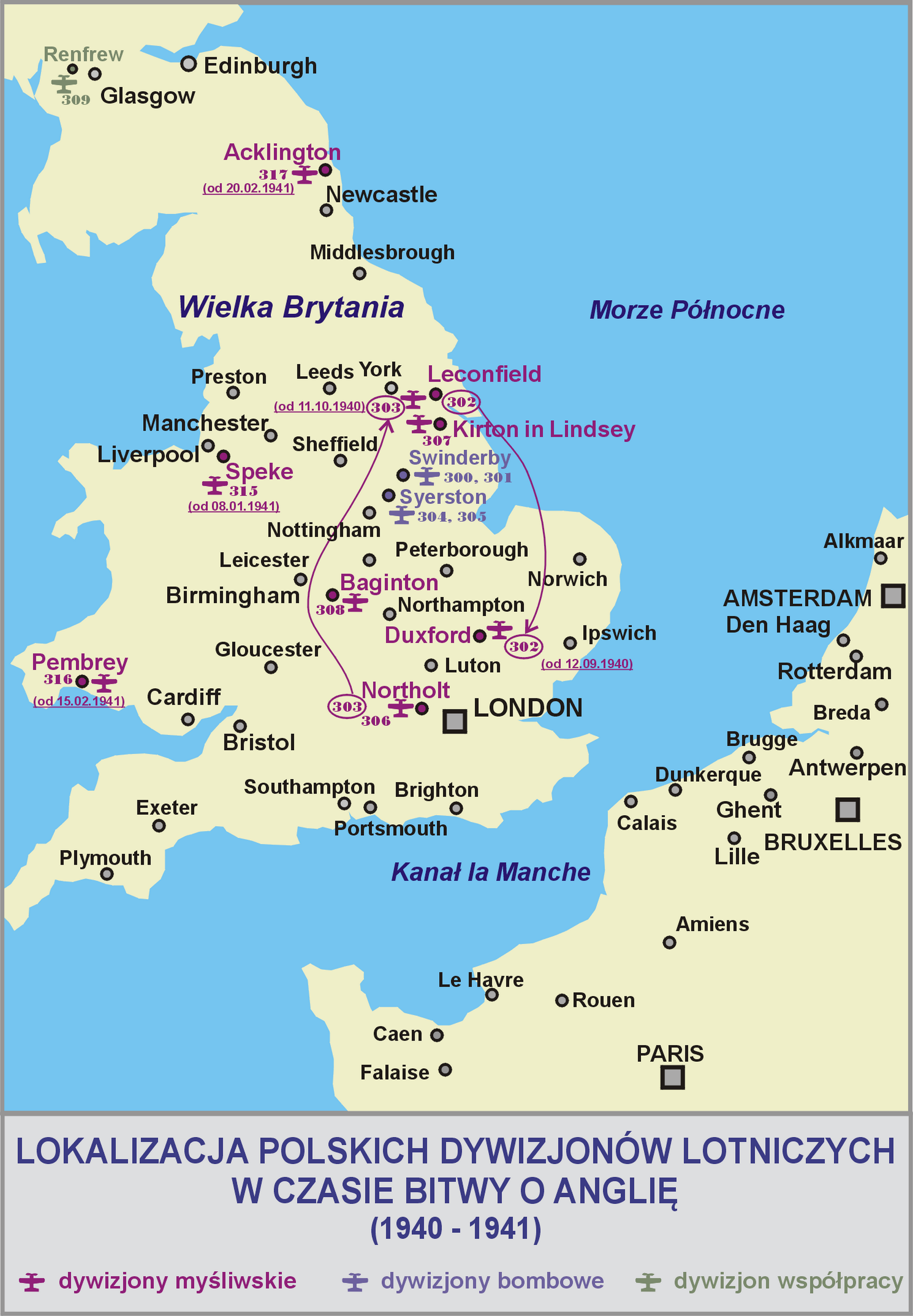

| Dowódcy dywizjonu 303 |             |                            |                      |                                                          |
| Stopień RAF           | Stopień PSP | Imię i nazwisko            | Od dnia              | Informacje                                               |
| Dowódca brytyjski     |             |                            |                      |                                                          |
| S/Ldr                 |             | Ronald Gustave Kellett     | 2 sierpnia 1940      | 1 stycznia 1941 przekazał dowództwo Adamowi Kowalczykowi |
| Dowódcy polscy        |             |                            |                      |                                                          |
| S/Ldr                 | mjr pil.    | Zdzisław Krasnodębski      | 2 sierpnia 1940      | ciężko poparzony po zestrzeleniu 6 września 1940         |
| F/O                   | por. pil.   | Witold Urbanowicz          | 7 września 1940      |                                                          |
| F/O                   | por. pil.   | Zdzisław Henneberg         | 22 października 1940 | tymczasowo za Witolda Urbanowicza                        |
| S/Ldr                 | kpt. pil.   | Adam Kowalczyk             | 7 listopada 1940     |                                                          |
| S/Ldr                 | por. pil.   | Zdzisław Henneberg         | 20 lutego 1941       | zaginął w Kanale La Manche zestrzelony 12 kwietnia 1941  |
| F/Lt                  | por. pil.   | Tadeusz Arentowicz         | 13 kwietnia 1941     |                                                          |
| S/Ldr                 | kpt. pil.   | Wacław Łapkowski           | 5 maja 1941          | zginął w Kanale La Manche zestrzelony 2 lipca 1941       |
| S/Ldr                 | kpt. pil.   | Tadeusz Arentowicz         | 3 lipca 1941         | zaginął w Kanale La Manche zestrzelony 8 lipca 1941      |
| S/Ldr                 | kpt. pil.   | Jerzy Jankiewicz           | 9 lipca 1941         |                                                          |
| S/Ldr                 | por. pil.   | Wojciech Kołaczkowski      | 21 listopada 1941    |                                                          |
| S/Ldr                 | kpt. pil.   | Walerian Żak               | 7 maja 1942          | przeniesiony na dowódcę Dywizjonu 308                    |
| S/Ldr                 | por. pil.   | Jan Zumbach                | 19 maja 1942         |                                                          |
| S/Ldr                 | por. pil.   | Zygmunt Witymir Bieńkowski | 1 grudnia 1942       |                                                          |
| S/Ldr                 | kpt. pil.   | Jan Falkowski              | 4 lipca 1943         |                                                          |
| S/Ldr                 | kpt. pil.   | Tadeusz Koc                | 21 listopada 1943    |                                                          |
| S/Ldr                 | kpt. pil.   | Bolesław Drobiński         | 25 września 1944     |                                                          |
| S/Ldr                 | mjr pil.    | Witold Łokuciewski         | 1 lutego 1946        | do rozformowania dywizjonu 11 grudnia 1946               |

### Wybrani piloci
- Mieczysław Adamek
- Bohdan Anders
- Tadeusz Andruszków
- Bohdan Arct
- Wieńczysław Barański
- Jakub Bargiełowski
- Marian Bełc
- Arkadiusz Bondarczuk
- Stanisław Brzeski
- Michał Brzezowski
- Kazimierz Budzik
- Arsen Cebrzyński
- Włodzimierz Chojnacki
- Aleksander Chudek
- Jan Daszewski
- Bolesław Drobiński
- Marian Duryasz
- Mirosław Ferić
- Josef František
- Juliusz Frey
- Aleksander Gabszewicz
- Piotr Paweł Gallus
- Bolesław Gładych
- Antoni Głowacki
- Bogdan Grzeszczak
- Witold Herbst
- Eugeniusz Horbaczewski
- Wojciech Januszewicz
- Kazimierz Jarzębiński
- Walerian Jasionowski
- Władysław Kamiński
- Stanisław Karubin
- John Kent
- Stefan Kołodyński
- Franciszek Kornicki
- Jan Kowalski
- Marcin Machowiak
- Bogusław Mierzwa
- Marceli Neyder
- Tadeusz Nowak
- Tadeusz Opulski
- Piotr Ostaszewski
- Jan Palak
- Jerzy Palusiński
- Ludwik Paszkiewicz
- Edward Paterek
- Adolf Pietrasiak
- Marian Pisarek
- Mieczysław Popek
- Jerzy Radomski
- Witold Retinger
- Jan Rogowski
- Włodzimierz Samoliński
- Tadeusz Sawicz
- Antoni Siudak
- Kazimierz Sporny
- Eugeniusz Szaposznikow
- Jerzy Schmidt
- Władysław Śliwiński
- Leon Świtoń
- Tadeusz Terlikowski
- Bolesław Turzański
- Mirosław Wojciechowski
- Stefan Wójtowicz
- Aleksander Wróblewski
- Kazimierz Wünsche
- Mieczysław Wyszkowski
- Leon Zygarlicki

### Personel naziemny
- F/Sgt Ludwik Łata
- Mechanik Jan Bartkowski

## Lotniska

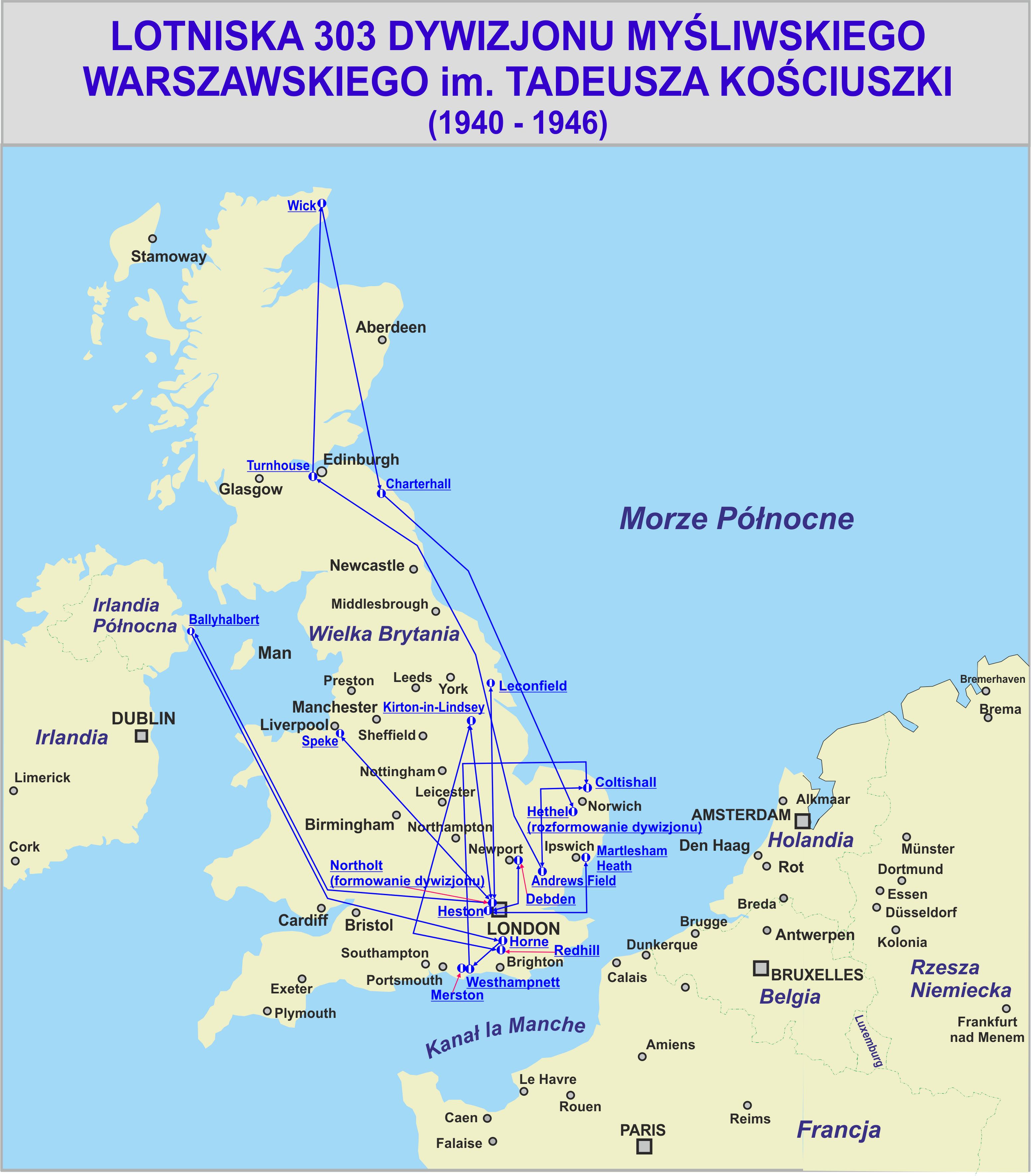

| Bazy lotnicze Dywizjonu 303 |                      |                   |                   |               |
| Baza lotnicza               | Użytkowana od        |                   | Baza lotnicza     | Użytkowana od |
| RAF Northolt                | 2 sierpnia 1940      | RAF Northolt      | 1 czerwca 1943    |               |
| RAF Leconfield              | 11 października 1940 | RAF Ballyhalbert  | 12 listopada 1943 |               |
| RAF Northolt                | 3 stycznia 1941      | Lotnisko Horne    | 30 kwietnia 1944  |               |
| RAF Speke                   | 17 lipca 1941        | RAF Westhampnett  | 19 czerwca 1944   |               |
| RAF Northolt                | 7 października 1941  | RAF Merston       | 27 czerwca 1944   |               |
| RAF Kirton in Lindsey       | 15 czerwca 1942      | RAF Westhampnett  | 9 sierpnia 1944   |               |
| RAF Redhill                 | 16 sierpnia 1942     | RAF Coltishall    | 25 sierpnia 1944  |               |
| RAF Kirton in Lindsey       | 20 sierpnia 1942     | RAF Andrews Field | 4 kwietnia 1945   |               |
| RAF Northolt                | 1 lutego 1943        | RAF Coltishall.   | 16 maja 1945      |               |
| RAF Heston                  | 5 lutego 1943        | RAF Andrews Field | 9 sierpnia 1945   |               |
| RAF Debden                  | 3 marca 1943         | RAF Turnhouse     | 28 listopada 1945 |               |
| RAF Heston                  | 12 marca 1943        | RAF Wick          | 4 stycznia 1946   |               |
| RAF Martlesham Heath        | 26 marca 1943        | RAF Charterhall   | 3 marca 1946      |               |
| RAF Heston                  | 8 kwietnia 1943      | RAF Hethel        | 23 marca 1946     |               |

## Samoloty na uzbrojeniu
| Samoloty na wyposażeniu Dywizjonu 303 |                     |
| Typ samolotu                          | Użytkowane od       |
| Hawker Hurricane I                    | 8 sierpnia 1940     |
| Supermarine Spitfire I                | 22 stycznia 1941    |
| Spitfire IIA                          | 3 marca 1941        |
| Spitfire IIB                          | 20 maja 1941        |
| Spitfire I                            | 25 sierpnia 1941    |
| Spitfire VB, VC                       | 7 października 1941 |
| Spitfire F IXC                        | 1 czerwca 1943      |
| Spitfire LF, VB, VC                   | 12 listopada 1943   |
| Spitfire F IX, LF IX, HF IX           | 18 lipca 1944       |
| P-51 Mustang IV, IVA                  | 4 kwietnia 1945     |

1. ↑  Oznaczenia samolotów.
2. ↑  M.in. od sierpnia 1940: L1696-T;
początek września, Eskadra „A”: P3700-E, P3974, R2688, R4178-G, V7244-C,
Eskadra „B”: P2985, P3975-U, R4175-R, R4179, V7235;
później: L2026-Q, L2099-O, N2460-D, P3120-A, P3544-H, P3939-H, V6684-F, V7067-T, V7235-M;
od listopada 1940: V6577-P, V7384-H, V7503-U, V7504-G, V7624-B;
od grudnia 1940: N2661-J, P3162-T, P3585-C, P3814-Y, R4081-O, V6533-R, V6637-G, V6757-E, V6956-C, V7182-U, V7466-S, V7606-A, V7619-M, V7644-Z, V7727-H, W9129-W;
od 13 lipca 1941 do 24 sierpnia 1941 m.in.: P3932-RF-C.
3. ↑  M.in.: N3026-A, N3108-P, N3122-Y, N3285-J, P9519-M, R6972-N.
4. ↑  M.in.: P7546-T, P7786-C, P7858-H, P7989-U, P8039-R, P8040-D, P8041-E, P8073-Z.
5. ↑  M.in.: P8208-F, P8325-B, P8329-P, P8330-D, P8331-M, P8333-S, P8334-E, P8335-R, P8336-W, P8346-T, P8382-C, P8385-A, P8507-V, P8524-H, P8531-Y, P8567-D, P8642-X, P8672-F.
6. ↑  M.in.: P9429, R6773-P.
7. ↑  M.in. w końcu 1941 i w 1942 VB: W3229-D, W3506-U, W3765-P, W3795-N, W3893-K, AA882-G, AA908-A, AA940-B, AB174-Q;
m.in. VC: AB183-A, AB824-S, AB899-C, AB906-W, AB929-R, AD116-H, AD138-T, AD179-F, AD455-V, BL375-J, BL432-K, BL672-M, BM144-D, EN951-D.
8. ↑  M.in.: BS451-M, BS506-O, BS513, EN172-J, MA222-A, MA314, MA593-Y, MA740-R, MA754-K.
9. ↑  M.in. VB, VC: W3380, AA751, AA937, AB272-D, AD198-W, AB271, AD237, AD295, AD317, AR513, BL385, BL464, BM207.
10. ↑  M.in. F IX: BS348, BS408, EN122, EN182-H, EN526-A, MA528-E, MA814-Q, MH692-C, MH823, MH910-G;
m.in. LF IX: MH777-N, MJ120, MJ216;
m.in. HF IX: MK694, ML339.
11. ↑  M.in.: KH663-L, KH669-P, KH770-Y, KH825-C, KM112-D, KM186-A, KM191-Z, KM220-G, KM237-R, KM297-K.

## Podsumowanie wysiłku bojowego dywizjonu

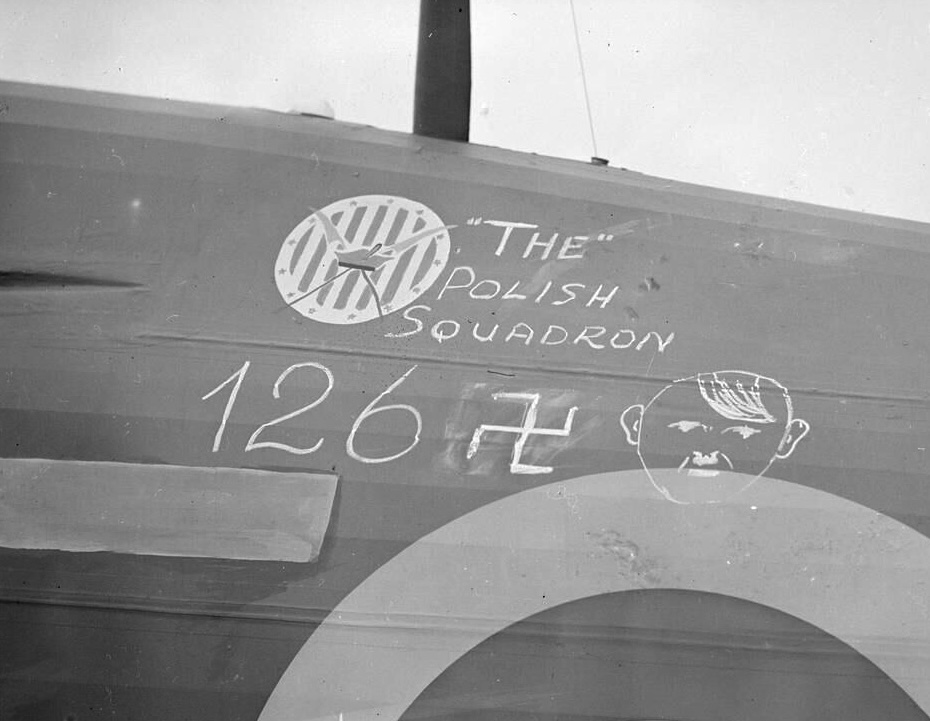
126 samolotów wroga zestrzelonych przez Dywizjon 303 w bitwie o Anglię

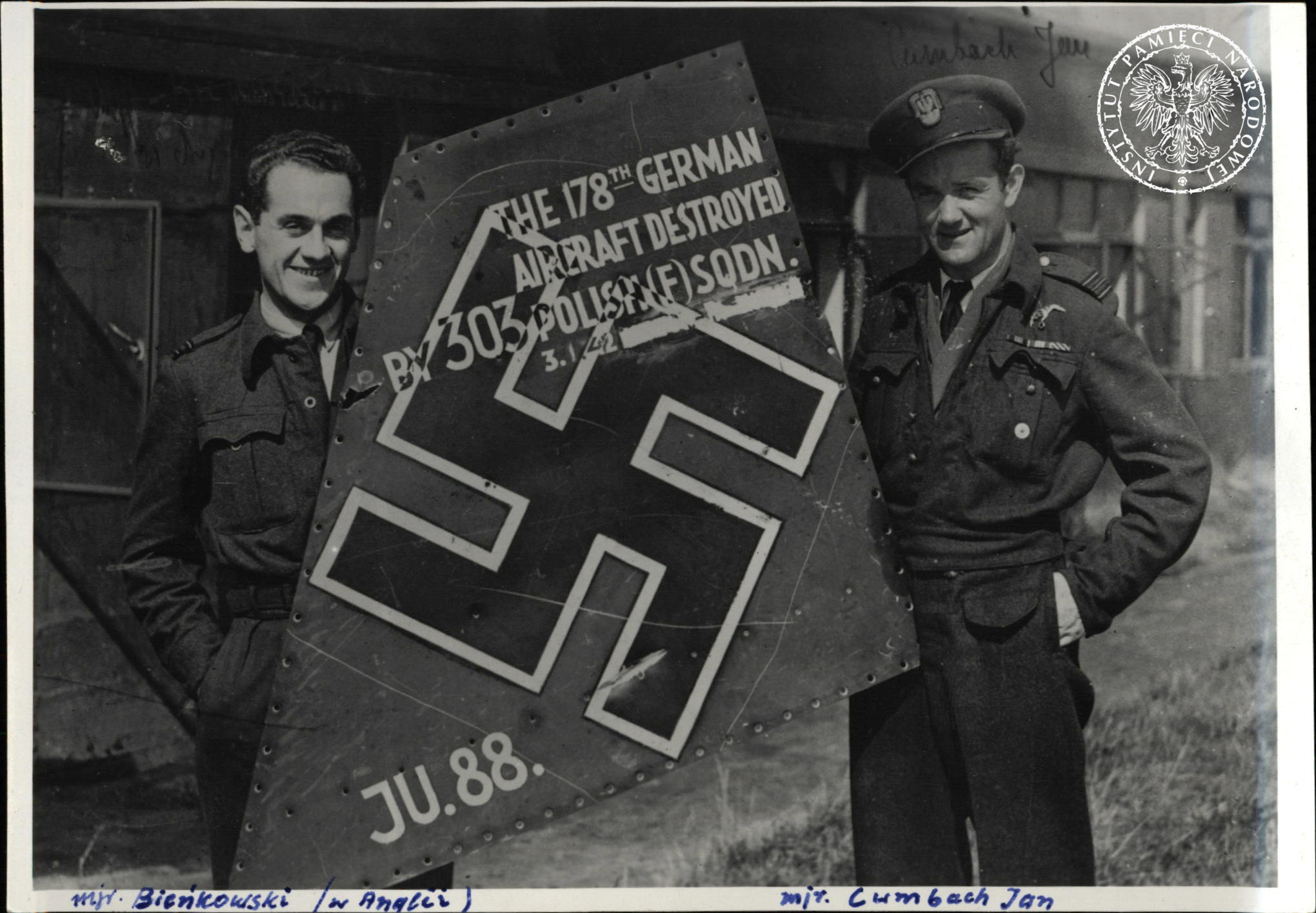
Zygmunt Bieńkowski i Jan Zumbach prezentują „trofeum” dywizjonu 303

W okresie 2 sierpnia 1940 do 8 maja 1945.
|                | Operacje bojowe dywizjonu 303 |      |      |      |       |      |        |
| Rok            | 1940                          | 1941 | 1942 | 1943 | 1944  | 1945 | Razem  |
| samoloto-zadań | 1049                          | 2143 | 1348 | 2075 | 2 653 | 632  | 9 900  |
| godzin lotu    | 1086                          | 2743 | 1967 | 3693 | 5259  | 1118 | 15 866 |

| Straty w samolotach nieprzyjaciela zadane przez pilotów dywizjonu 303 |             |          |        |
| Okres 1940-1945                                                       | w powietrzu | na ziemi | Razem  |
| zniszczone                                                            | 2871/6      | 10       | 2971/6 |
| prawdopodobnie zniszczone                                             | 35          | 0        | 35     |
| uszkodzone                                                            | 22          | 3        | 25     |

## Godło dywizjonu

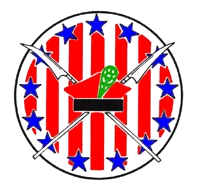
Godło 111 Eskadry Myśliwskiej

Godłem malowanym na samolotach było godło 111 Eskadry Myśliwskiej, której tradycje dywizjon kontynuował. Od późniejszej odznaki różniło się brakiem cyfr „303”.

## Odznaka dywizjonu

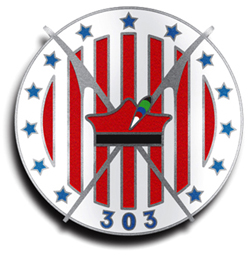
Odznaka dywizjonu 303

Odznaka zatwierdzona Dz. Rozk. NW nr 3, poz. 31 z 2 lipca 1943 roku. Posiada kształt okrągłej, biało emaliowanej tarczy, której środek pokryto pionowymi amarantowo emaliowanymi pasami. Na skrzyżowaniu dwóch kos została umieszczona czapka „krakuska”. Otok czapki granatowy, góra amarantowa, pióra amarantowo-zielone. W otoku odznaki trzynaście pięcioramiennych gwiazd granatowo emaliowanych. W dolnej części otoku, pomiędzy drzewcami kos, numer dywizjonu 303. Zakończenie drzewc i kos wysunięte poza krawędź odznaki. Jednoczęściowa – wykonana w srebrze. Wymiary: 25 × 23 mm. Wykonanie: Firma Kirkwood and Son – Edinburgh.

## Upamiętnienie
Dywizjon upamiętniono:
- Dzieje dywizjonu 303 w czasie Bitwy o Anglię opisał w książce Dywizjon 303[8]  Arkady Fiedler, książka ta miała liczne wydania krajowe i zagraniczne (po angielsku i portugalsku).
- Imię Dywizjonu noszą także: osiedle mieszkaniowe w Warszawie, osiedle mieszkaniowe w Krakowie, hufiec harcerski Łask[9], gimnazjum w Stepnicy[10], szkoła podstawowa w Śleszowicach[11], Polska Sobotnia Szkoła im. Dywizjonu 303 w Londynie, Polska Szkoła Sobotnia im. Pilotów Dywizjonu 303 w Wellingborough i liczne ulice[12].
- W 70. rocznicę Bitwy o Anglię Biuro Edukacji Publicznej Instytutu Pamięci Narodowej zaprezentowało w Parlamencie Europejskim wystawę „Battle of Britain” poświęconą pilotom z Dywizjonu 303. W IPN przygotowano także planszową historyczną grę edukacyjną „303”. Została ona opublikowana w językach polskim, czeskim i angielskim (również w wersji on-line)[13].

### Muzyka
- Dywizjon 303 jest wspomniany w utworze „Aces in exile” szwedzkiej grupy Sabaton.
- Polski zespół Elektryczne Gitary napisał piosenkę Dywizjon 303.
- Polski zespół Leash Eye w utworze „Twice Betrayed” z albumu Hard Truckin' Rock.
- Brytyjski zespół Blaze Bayley w utworze „303” z albumu z 2021 roku War Within Me[14].
- Polski zespół Horytnica w utworze „Dywizjon 303” z albumu Szlakiem przelanej krwi.

### Film
Dywizjon upamiętniony został na taśmie filmowej w:
- angielskim filmie fabularnym „Bitwa o Anglię” z 1969 roku (reż. Guy Hamilton).
- jednym z odcinków angielskiego miniserialu dokumentalnego „Bloody Foreigners” (pol. „Ci cholerni cudzoziemcy”) z 2010 roku pod tytułem „The Polish Battle of Britain” (pol. „Polska bitwa o Brytanię”) wyprodukowanym przez Hardy Pictures dla brytyjskiej stacji telewizyjnej Channel 4,
- dwóch filmach fabularnych z 2018 roku – „303. Bitwa o Anglię” (ang. „Hurricane: Squadron 303”) oraz „Dywizjon 303. Historia prawdziwa”.

### Pomniki
19 września 2011 roku w Muzeum-Pracowni Literackiej Arkadego Fiedlera odsłonięto wierną replikę myśliwca Hawker Hurricane Mk I (skala 1:1) pomalowanego w barwach samolotu Witolda Urbanowicza, dowódcy dywizjonu 303.